# Persone di nome Uwe
| Questa pagina contiene informazioni ricavate automaticamente dalle voci biografiche con l'ausilio del template Bio e di un bot. L'aggiornamento è periodico e automatico e ricostruisce completamente la pagina. Se manca una persona in questa lista, sei pregato di non aggiungerla, ma accertati piuttosto che la sua voce biografica contenga il template Bio e che i dati anagrafici siano correttamente compilati. Se il template Bio manca, inseriscilo tu stesso o, in alternativa, metti l'avviso {{tmp\|Bio}} che ne segnala la mancanza. Se i dati riportati sono sbagliati, correggi direttamente la voce biografica; le modifiche saranno visibili in questa lista entro pochi giorni. Per chiarimenti vedi il progetto antroponimi. La lista contiene solo le 72 persone che sono citate nell'enciclopedia e per le quali è stato implementato correttamente il template Bio. Pagina aggiornata al 16 ott 2024. |

Questa è una lista di persone presenti nell'enciclopedia che hanno il prenome Uwe, suddivise per attività principale.

## Allenatori di calcio(13)
- Uwe Ehlers, allenatore di calcio e ex calciatore tedesco (Rostock, n. 1975)
- Uwe Fuchs, allenatore di calcio e ex calciatore tedesco (Kaiserslautern, n. 1966)
- Uwe Hain, allenatore di calcio e ex calciatore tedesco (Schladen, n. 1955)
- Uwe Hünemeier, allenatore di calcio e ex calciatore tedesco (Gütersloh, n. 1986)
- Uwe Kamps, allenatore di calcio e ex calciatore tedesco (Düsseldorf, n. 1964)
- Uwe Kliemann, allenatore di calcio e ex calciatore tedesco (Berlino, n. 1949)
- Uwe Möhrle, allenatore di calcio e ex calciatore tedesco (Überlingen, n. 1979)
- Uwe Neuhaus, allenatore di calcio e ex calciatore tedesco (Hattingen, n. 1959)
- Uwe Rapolder, allenatore di calcio tedesco (Hausen an der Zaber, n. 1958)
- Uwe Reinders, allenatore di calcio e ex calciatore tedesco (Essen, n. 1955)
- Uwe Rösler, allenatore di calcio e ex calciatore tedesco (Altenburg, n. 1968)
- Uwe Wegmann, allenatore di calcio e ex calciatore tedesco (n. 1964)
- Uwe Weidemann, allenatore di calcio e ex calciatore tedesco orientale (Weißensee, n. 1963)

## Allenatori di hockey su ghiaccio(1)
- Uwe Krupp, allenatore di hockey su ghiaccio e ex hockeista su ghiaccio tedesco (Colonia, n. 1965)

## Astronomi(1)
- Uwe Süßenberger, astronomo tedesco

## Atleti paralimpici(1)
- Uwe Mehlmann, ex atleta paralimpico tedesco (Castrop-Rauxel, n. 1969)

## Attori(4)
- Uwe Bohm, attore tedesco (Wilhelmsburg, n. 1962 - † 2022)
- Uwe Fellensiek, attore tedesco (Osnabrück, n. 1955)
- Uwe Kröger, attore e cantante tedesco (Hamm, n. 1964)
- Uwe Ochsenknecht, attore e cantante tedesco (Mannheim, n. 1956)

## Autori di giochi(1)
- Uwe Rosenberg, autore di giochi tedesco (Aurich, n. 1970)

## Bassisti(1)
- Uwe Wessel, bassista tedesco (n. 1960)

## Calciatori(10)
- Uwe Bein, ex calciatore tedesco (Heringen, n. 1960)
- Uwe Bredow, ex calciatore tedesco (Lipsia, n. 1961)
- Uwe Gospodarek, ex calciatore tedesco (Straubing, n. 1973)
- Uwe Krause, ex calciatore tedesco (Braunschweig, n. 1955)
- Uwe Leifeld, ex calciatore tedesco (Münster, n. 1966)
- Uwe Rahn, ex calciatore tedesco (Mannheim, n. 1962)
- Uwe Schneider, ex calciatore tedesco (Stoccarda, n. 1971)
- Uwe Seeler, calciatore e dirigente sportivo tedesco (Amburgo, n. 1936 - Norderstedt, † 2022)
- Uwe Tschiskale, ex calciatore tedesco (n. 1962)
- Uwe Zötzsche, ex calciatore tedesco (Zwenkau, n. 1960)

## Canottieri(2)
- Uwe Benter, ex canottiere tedesco (Francoforte sul Meno, n. 1955)
- Uwe Heppner, ex canottiere tedesco (n. 1962)

## Cestisti(3)
- Uwe Blab, ex cestista tedesco (Monaco di Baviera, n. 1962)
- Uwe Brauer, ex cestista tedesco (Leverkusen, n. 1962)
- Uwe Sauer, ex cestista e allenatore di pallacanestro tedesco (Karlsruhe, n. 1963)

## Chitarristi(1)
- Uwe Lulis, chitarrista e produttore discografico tedesco (Osnabruck, n. 1965)

## Ciclisti su strada(2)
- Uwe Ampler, ex ciclista su strada tedesco (Zerbst, n. 1964)
- Uwe Raab, ex ciclista su strada tedesco (Wittenberg, n. 1962)

## Combinatisti nordici(2)
- Uwe Dotzauer, ex combinatista nordico tedesco orientale (Klingenthal, n. 1959)
- Uwe Prenzel, ex combinatista nordico tedesco (Sebnitz, n. 1966)

## Compositori(1)
- Uwe Schmidt, compositore e musicista tedesco (Francoforte sul Meno, n. 1968)

## Direttori d'orchestra(1)
- Uwe Mund, direttore d'orchestra austriaco (Vienna, n. 1941)

## Dirigenti sportivi(2)
- Uwe Peschel, dirigente sportivo e ex ciclista su strada tedesco (Berlino Est, n. 1968)
- Uwe Scherr, dirigente sportivo, allenatore di calcio e ex calciatore tedesco (Amberg, n. 1966)

## Economisti(1)
- Uwe Corsepius, economista e funzionario tedesco (Berlino, n. 1960)

## Fondisti(1)
- Uwe Bellmann, ex fondista tedesco (Freiberg, n. 1962)

## Fotografi(1)
- Uwe Ommer, fotografo tedesco (Bergisch Gladbach, n. 1943)

## Giavellottisti(1)
- Uwe Hohn, ex giavellottista tedesco (Neuruppin, n. 1962)

## Ingegneri(1)
- Uwe Bahnsen, ingegnere e progettista tedesco (Amburgo, n. 1930 - Salisburgo, † 2013)

## Lottatori(1)
- Uwe Neupert, ex lottatore tedesco (n. 1957)

## Martellisti(1)
- Uwe Beyer, martellista tedesco (Timmendorfer Strand, n. 1945 - Belek, † 1993)

## Nuotatori(2)
- Uwe Daßler, ex nuotatore tedesco (Ebersbach/Sa., n. 1967)
- Uwe Jacobsen, ex nuotatore tedesco (Aschersleben, n. 1940)

## Pallamanisti(1)
- Uwe Gensheimer, ex pallamanista e dirigente sportivo tedesco (Mannheim, n. 1986)

## Pattinatori artistici su ghiaccio(2)
- Uwe Bewersdorf, ex pattinatore artistico su ghiaccio tedesco (Freital, n. 1958)
- Uwe Kagelmann, ex pattinatore artistico su ghiaccio tedesco (Dresda, n. 1950)

## Piloti automobilistici(1)
- Uwe Alzen, pilota automobilistico tedesco (Kirchen, n. 1967)

## Pistard(2)
- Uwe Messerschmidt, ex pistard tedesco (Schwäbisch Gmünd, n. 1962)
- Uwe Unterwalder, ex pistard tedesco (Berlino Est, n. 1950)

## Politici(1)
- Uwe Barschel, politico tedesco (Glienicke, n. 1944 - Ginevra, † 1987)

## Produttori discografici(1)
- Uwe Nettelbeck, produttore discografico, giornalista e critico cinematografico tedesco (Mannheim, n. 1940 - Bordeaux, † 2007)

## Registi(2)
- Uwe Boll, regista, sceneggiatore e produttore cinematografico tedesco (Wermelskirchen, n. 1965)
- Uwe Jens Krafft, regista e attore tedesco († 1929)

## Schermidori(2)
- Uwe Proske, ex schermidore tedesco (Löbau, n. 1961)
- Uwe Römer, ex schermidore tedesco (Francoforte sull'Oder, n. 1969)

## Scrittori(3)
- Uwe Johnson, scrittore tedesco (Cammin, n. 1934 - Sheerness, † 1984)
- Uwe Tellkamp, scrittore e medico tedesco (Dresda, n. 1968)
- Uwe Timm, scrittore tedesco (Amburgo, n. 1940)

## Senza attività specificata(2)
- Uwe Adler, ex pentatleta tedesco (Halle, n. 1944)
- Uwe Potteck, ex tiratore a segno tedesco (n. 1955)